# Trélou-sur-Marne
 Trélou-sur-Marne  là một xã ở tỉnh Aisne, vùng Hauts-de-France thuộc miền bắc nước Pháp.